# Rav van den Berg
Rav van den Berg (* 7. Juli 2004 in Zwolle) ist ein niederländischer Fußballspieler, der aktuell beim 1. FC Köln unter Vertrag steht.

## Karriere
Van den Berg begann seine fußballerische Ausbildung bei PEC Zwolle, wo er bis 2021 in der Jugend spielte. In der Saison 2018/19 spielte er einmal für die U17. In der Folgesaison spielte er bereits zwölfmal in der U17 Divisie und traf zudem das erste Mal. In der Saison 2020/21 kam er sowohl für die U18, als auch für die U21 zum Einsatz. Nachdem er zuvor bereits mehrmals im Kader der Profis stand, debütierte er am 1. Mai 2021 (31. Spieltag) im Alter von 16 Jahren bei der 1:2-Niederlage in der Startelf und auf der Rechtsverteidigerposition gegen Vitesse Arnheim (1:2).
Im Sommer 2023 wechselte er zum englischen Zweitligisten FC Middlesbrough, bei dem er einen Vertrag bis 2027 unterzeichnete.
Mitte August 2025 wechselte er zum 1. FC Köln, wo er einen Vertrag bis 30. Juni 2030 unterschrieb.

### Nationalmannschaft
Van den Berg durchlief verschiedene niederländische Nachwuchsauswahlen, beginnend ab der U15, für die er im Mai 2019 ein Spiel bestritt. Von November 2019 bis Februar 2020 kam er dreimal für das U16-Team zum Einsatz. Zwischen November 2021 und März 2023 spielte er in den U18-, U19- und U20-Auswahlen. Seit September 2023 gehört er dem Kader der niederländischen U21-Nationalmannschaft an. Mit der Auswahl nahm er an der U21-Europameisterschaft 2025 teil und bestritt dort drei Turnierspiele, ehe die Mannschaft im Halbfinale gegen den späteren Turniersieger England ausschied.

## Persönliches
Rav van den Bergs älterer Bruder Sepp ist ebenfalls Fußballprofi und spielt auf der Innenverteidigerposition.